# 地租改正事務局
地租改正事務局（ちそかいせいじむしょく）とは、1875年3月24日から1881年6月30日に明治政府に設置された部局。地租改正の事業統括を行った。
1873年より、大蔵省租税寮を中心として地租改正の作業が本格的に進められていたが、同年11月に大蔵省から分離する形で内務省が創設されたところ、土地の測量などを扱った部門が大蔵省から内務省に分離されるなど所謂「縦割り」の影響によって事業の停滞を招いた。そこで、地租改正を一括して扱う専門部局を設置することとした。
1875年、大蔵・内務両省からスタッフを集めて地租改正事務局が設置され、4月29日に事務局総裁に内務卿大久保利通、御用掛（次席）に大蔵卿大隈重信が就任し、大蔵少輔兼租税頭松方正義が局長に就任した。
同局は地方当局に対して指示を出すとともに、地方当局からの問い合わせに答え、更に職員を各地に派遣して、測量や地価算定の直接指揮・指導することによって地租改正事業の促進を図った。1880年までには大半の土地の地租改正事業を終えて新税への切替を終えたことから1881年6月30日をもって廃止されて、事実上の地租改正終了が宣言され、残務は大蔵省租税局（旧・租税寮）に継承された。残された一部の山林などでの作業も翌1882年までに完了した。